# Aeroportul Internațional Bahrain
Aeroportul Internațional Bahrain (IATA: BAH, ICAO: OBBI) este un aeroport din Al-Muharraq, Bahrain ce deservește zona Bahrain. Aeroportul a fost tranzitat în 2022 de 6.900.000 de pasageri. A fost deschis în 1932 și numit după zona deservită.
Situat la o altitudine de 1 m, aeroportul dispune de 1 pistă. Este operat de Bahrain Airport Company⁠(d).

## Infrastructură

### Piste
Aeroportul dispune de o singură pistă. Pista 12L/30R are suprafața de asfalt și dimensiunile 3.956 m × 60 m. 